# Snårsydhakar
Snårsydhakar (Drymodes) är ett fågelsläkte i familjen sydhakar inom ordningen tättingar. Släktet omfattar tre arter som förekommer på Nya Guinea och i Australien:
- Sydlig snårsydhake (D. brunneopygia)
- Kapyorksnårsydhake (D. superciliaris)
- Papuasnårsydhake (D. beccarii)